# Zastava Yugo Koral
In het voorjaar van 1980 werd de Zastava Yugo (ook wel Zastava Jugo, Yugo 45, Yugo 55, Yugo 60, Yugo 65, Yugo Koral en Innocenti Koral) gepresenteerd. Deze door de Joegoslavische autofabrikant Zastava geproduceerde auto was de opvolger van de Zastava 750. Vanaf 1988 werd het model verkocht onder de merknaam Yugo of Innocenti.

## Geschiedenis
De Yugo was een compacte driedeurs hatchback. Zoals de andere modellen van het merk was de auto gebaseerd op een Fiat-constructie, in dit concrete geval de Fiat 127. De carrosserie werd echter grondig aangepakt. Eerst als Yugo 45 (903 cc, 33 kW Fiat-motor), werd het model later ook met motoren van de Zastava 101 leverbaar als Yugo 55 (1116 cc, 41 kW) en Yugo 65 (1298 cc, 48 kW). De Nederlandse Zastava-importeur Gremi uit Groningen bood de Zastava Yugo 45 E per 1 september 1983 aan voor 9.995 gulden (inclusief BTW).
Opvallend was de export van de Yugo naar de Verenigde Staten sinds de zomer van 1985, waar hij aanvankelijk een behoorlijk groot succes genoot ondanks de stevige concurrentie uit Zuid-Korea. In 1987 verscheen zelfs een cabriolet-uitvoering. In de VS kreeg het model snel populariteit door zijn lage aanschafprijs maar die populariteit ging snel verloren toen bleek dat de veiligheid en kwaliteit minder waren dan men gewend was. Het leverde de Yugo wel een prominente rol op in de film Drowning Mona.
De modelnaam Yugo raakte zo ingeburgerd dat het later de officiële merknaam werd. De auto's heetten vanaf 1988 in Nederland Yugo 45, 55 en 65. In andere landen werd de auto verkocht als Yugo Koral, in Italië als Innocenti Koral.
In 1992 deden verscherpte milieu-eisen de Yugo's 45 en 55 vervallen, de 65 EFI werd voorzien van elektronische brandstofinjectie. Daardoor werden de motoren schoner en bleef de auto geschikt voor export naar West-Europa en de Verenigde Staten. Vanaf 1988 haalde importeur Yugo Nederland BV, gevestigd in Doesburg, de Yugo's naar Nederland. De Yugo 65 EFI werd in 1992 aangeboden voor 12.895 gulden.
Na de Balkanoorlog werd de Yugo Koral niet meer geëxporteerd, maar nog wel geproduceerd en in gemoderniseerde vorm verkocht onder de naam Zastava Koral In. Op 11 november 2008 werd de productie, na bijna 30 jaar, gestaakt.

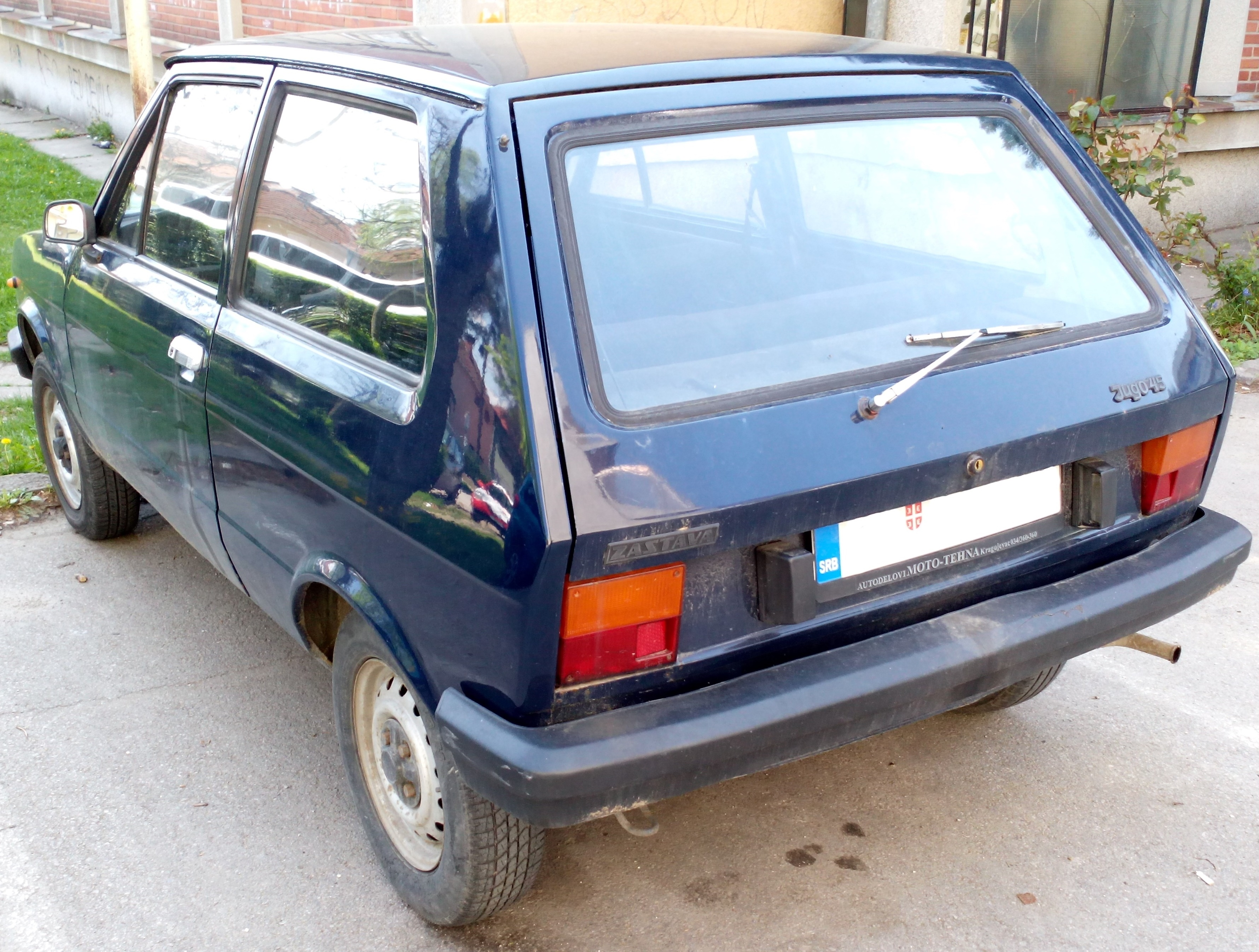
Zastava Jugo (vroege versie), achteraanzicht
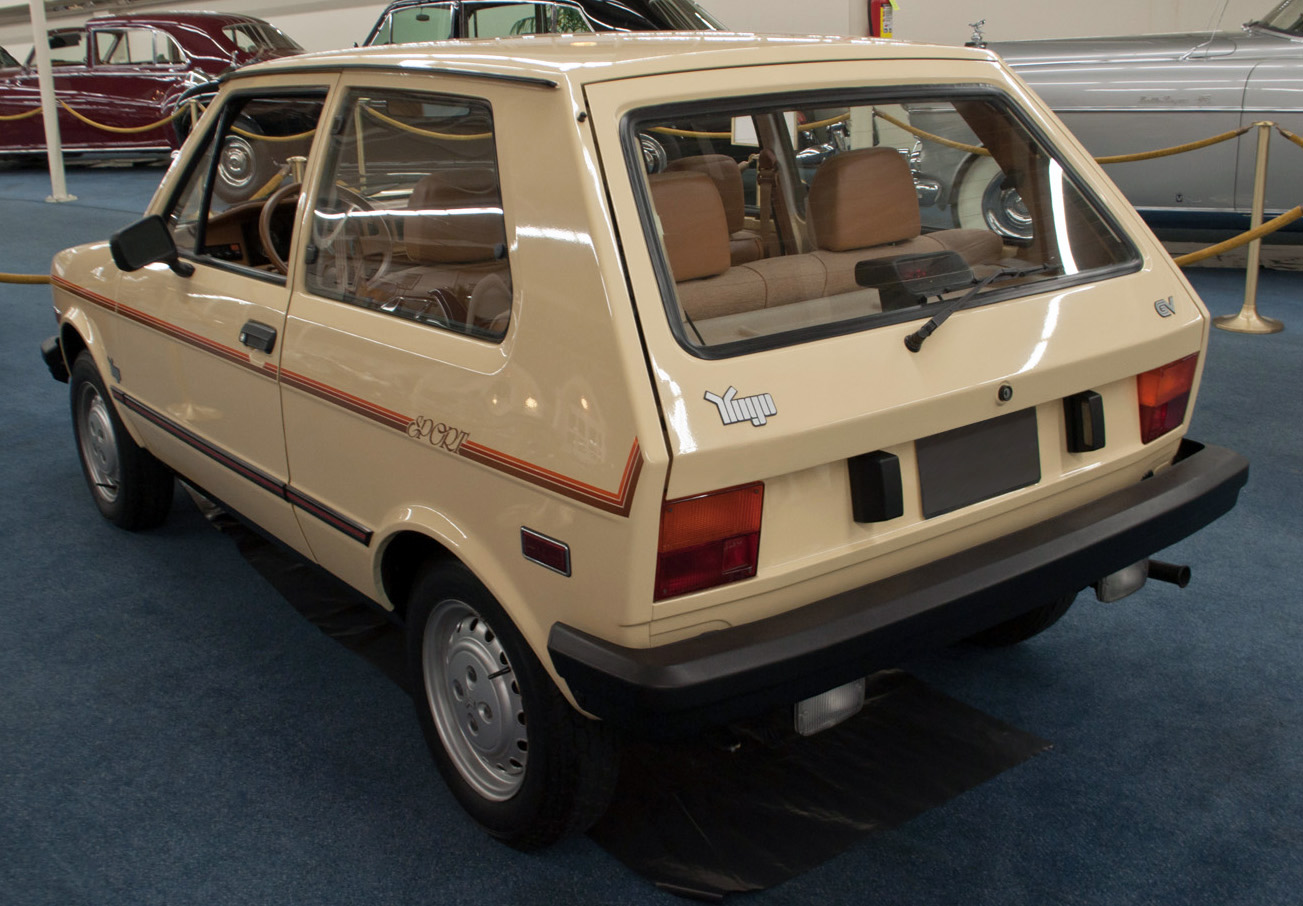
Yugo GV, de VS-versie
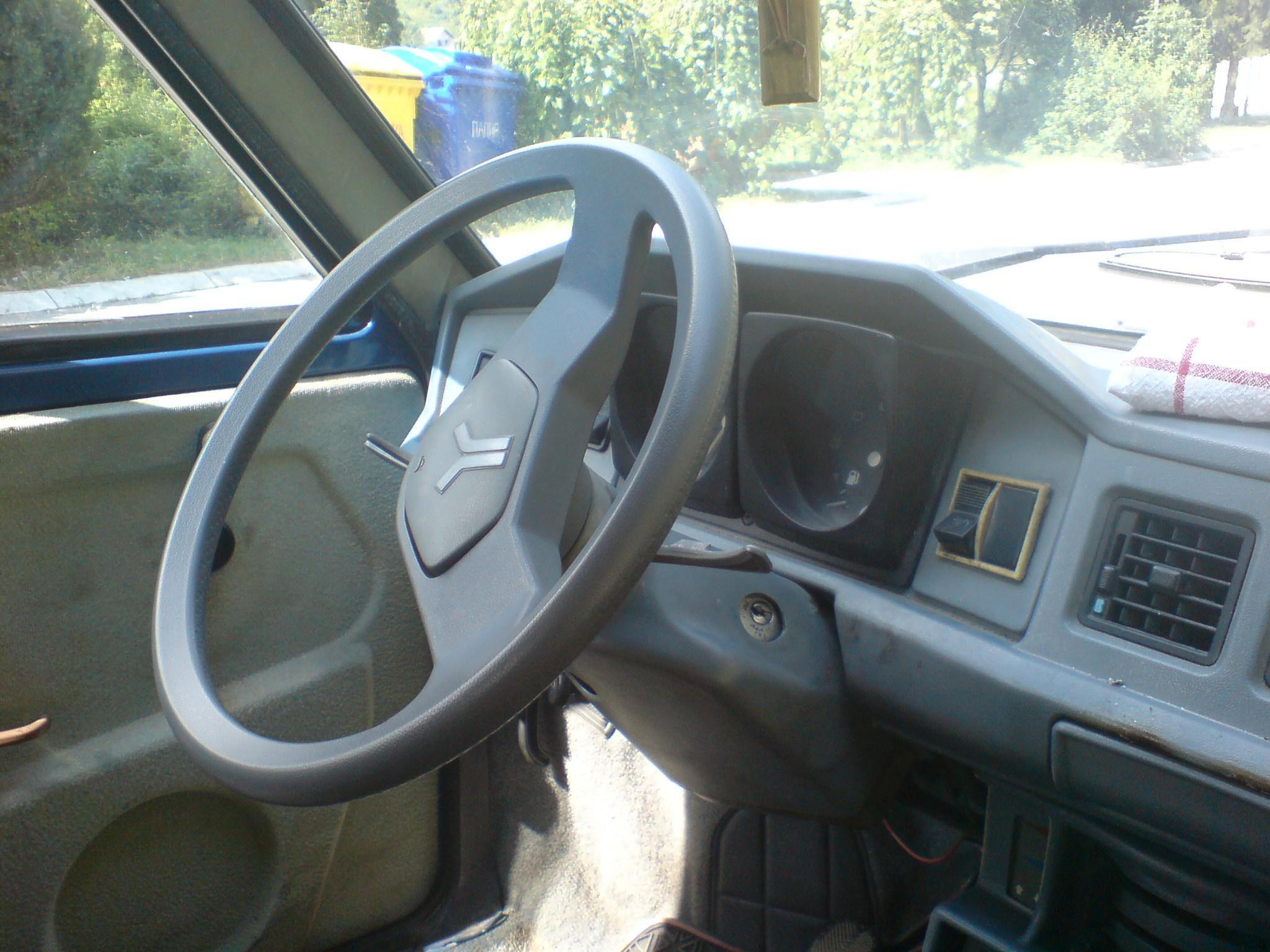
Yugo 55, dashboard
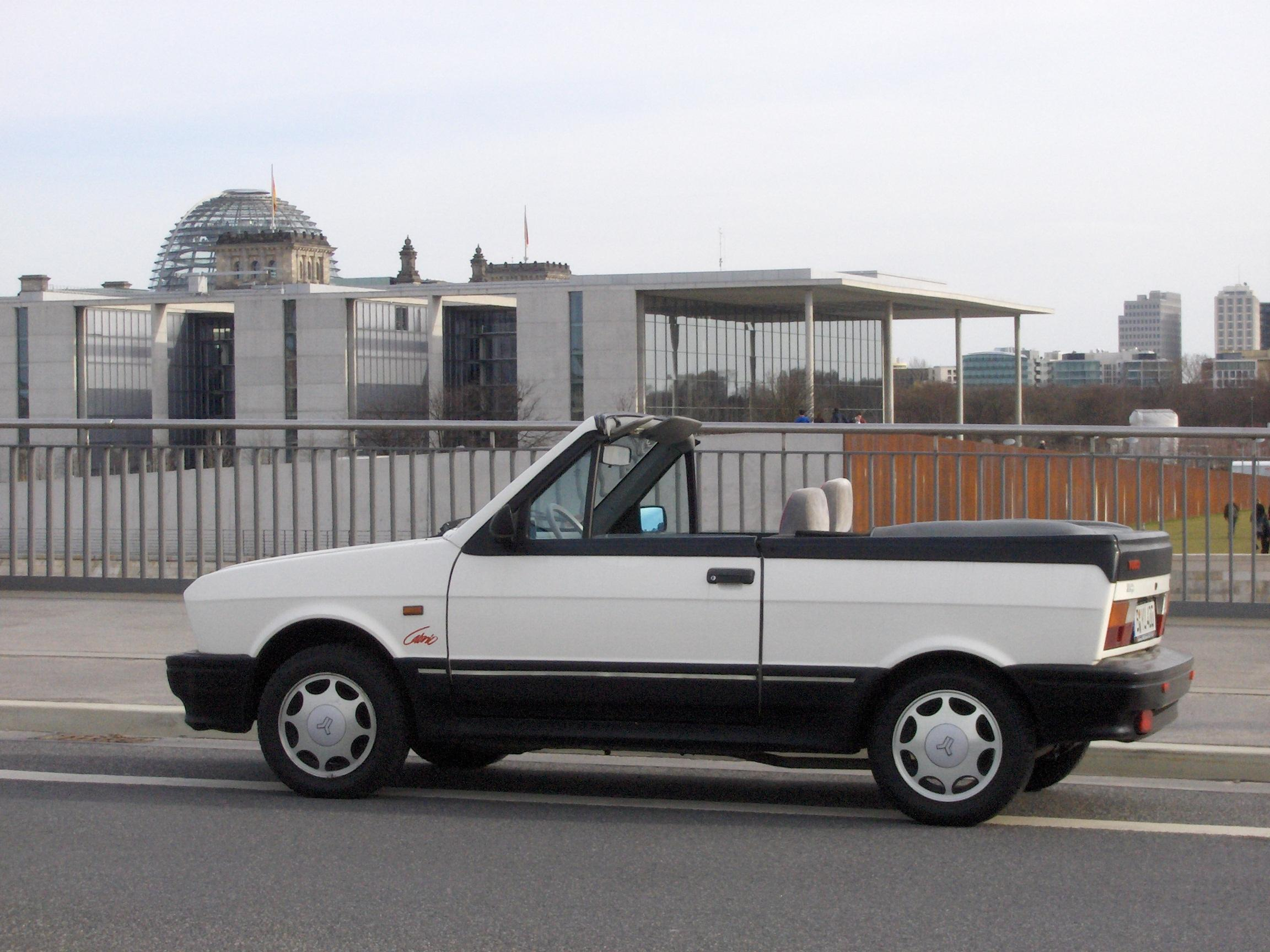
Yugo Cabrio
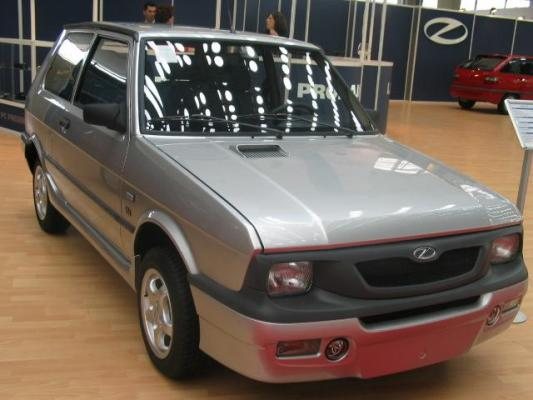
Zastava Koral In